# 가세촌 (니가타현)
가세촌(嘉瀬村)은 니가타현 나카칸바라군에 설치되었던 촌이다. 1901년 11월 1일 합병에 의해 소멸되어 현재는 니가타시 고난구의 일부가 되었다.
이하의 기술은 합병 직전 당시의 옛 가세촌에 관한 기술이며, 현재는 명칭 등이 다른 경우가 있다.여기에 기술되어 있지 않은 내용에 관해서는 니가타시 등의 기사를 참조

## 연혁
- 1889년 4월 1일 - 정촌제 실시와 함께 나카칸바라군、가세촌이 성립하였다
- 1901년 11월 1일 - 나카칸바라군 와리노촌, 사가야촌, 와마리촌과 합병해、료카와촌이 되어 소멸해 오이자 가세가 되었다.